# 居酒屋で会話をする客たち
『居酒屋で会話をする客たち』（いざかやでかいわをするきゃくたち、蘭: Klanten praten in een taverne、英: Customers Conversing in a Tavern）は、17世紀オランダ絵画黄金時代の画家アドリアーン・ファン・オスターデが1671年にキャンバス上に油彩で制作した風俗画である。収集家スーザンとマシュー・ウェザビー (Susan and Matthew Weatherbie) 夫妻から寄贈されて以来、ボストン美術館に所蔵されている。作品は、来歴調査によってナチス・ドイツによる略奪を受けた作品であることが判明している。
絵画は居酒屋で会話をする二組の人々を描いている

## 歴史
この絵画は最初、1801年11月10日に匿名の所有者の売り立てに記載され、次いで第4代ハンティングフィールド男爵ジョシュア・チャールズ・ヴァネック (Joshua Charles Vanneck) のコレクションに入った。
絵画は1925年までブリュッセルのヨナス・レック (Jonas Lek) の所有であったが、1937年にはドイツ系ユダヤ人の画商兼書籍販売者パウル・グラウペのコレクションに帰した。
1937年に、グラウペの会社はナチス政権下でアーリア化された。彼はパリに逃げ、やはり逃げてきた画商アルトゥール・ゴールトシュミット (Arthur Goldschmidt) とともに画廊を開設した。1939年、グラウペはスイスに逃げた時、本作をゴールトシュミットに委ねたが、ゴールトシュミットはナチス・ドイツのフランス侵攻に先立って、作品を保管庫に収めた。1941年2月19日に、ゴールトシュミットは作品をアドルフ・ヒトラーの画商の1人カルル・ハベルシュトックに売却し、同年6月にキューバに逃げた。
ポルトガルにいたグラウペは、彼の絵画の扱いに関する争議でフランスの権威筋にゴールトシュミットが彼の絵画を不当に所有していると訴えた。グラウペは保管室にあった8点の絵画中4点を取り戻したが、彼の関与なしにゴールトシュミットが彼のほかの絵画を何点か売却したことを非難した。ハベルシュトックを通して、本作は1941年2月19日にハンス・ポッセに売却された。リンツに建造される予定であった総統美術館のコレクションのための作品とされたが、戦争の終結時までに記念碑、造形芸術および記録文献部によりオーストリアのアルタウセー岩塩鉱で発見され、返還されるべくフランスに送られた。戦後最初に、絵画はグラウペから返還を要求されたが、略奪されたという条件に合致されなかったためにリストから外され、結果として1951年に公的な競売で売却された。その後、数人の所有者を経て、1992年にジョニー・ヴァン・ハーフテンによりボストンのウェザビー夫妻に売却された。
2017年にボストン美術館で来歴学芸員長に就任したヴィクトリア・リード (Victoria Reed) は、本作をドイツの喪失芸術財団データベース中に発見し、グラウペとゴールトシュミットの争議を見出した。ウェザビー家がグラウペとゴールトシュミット家の遺産相続者に本作に相当する金額を支払うことにより、作品は約束された寄贈作品としてボストン美術館に収蔵された。